# Polarmuseet
Polarmuseet är ett museum i Tromsø som visar norsk fångstnäring, arktisk vetenskap och polarexpeditioner.  
Museet öppnades 1978, omkring 50 år efter det att Roald Amundsen åkte ut på sin sista  och ödesdigra färd med flygbåten Latham 47. Museet ligger i ett av Tromsøs äldsta hus från 1840-talet, i en träbyggnad som tidigare varit tullväsendets lagerhus nära Skansen, i Søndre Tollbodgate 11. 
Tromsø etablerade sig som porten till Ishavet och Arktis från omkring 1850. Staden blev snart en bas för polarexpeditioner inom fångstnäring, vetenskap och äventyrsturism. 

## Permanenta utställningar
- Nederländsk valfångst på Spetsbergen efter Willem Barentsz polarexpedition 1596.
- Arktisk övervintringsfångst, som visar övervintringsfångst av isbjörn och polarräv. Museet ställer ut en fångsthytte från Svalbard, ursprungligen uppförd i Krosspynten i Wijdefjorden 1910.
- Sälfångst. Tromsø var under flera decennier ett centrum för säljakt i polarisområdena.
- Roald Amundsen – foton och klenoder från Amundsens expeditioner.
- Fritjof Nansen. Expeditionen mot Nordpolen med Fram 1893–1896 är dokumenterad med bilder.